# Saratovská oblast
Saratovská oblast (rusky Сара́товская о́бласть, Saratovskaja oblasť) je federální subjekt Ruské federace (oblast). Nachází se v Povolžském federálním okruhu. Napříč oblastí protéká řeka Volha. Hlavním městem je Saratov (841 000 obyv.)
Saratovská oblast zaujímá také území někdejší ASSR Povolžských Němců (1918–1941). Hlavním městem této ASSR byl Marx, posléze Engels.

## Historie
Saratovská oblast vznikla 10. ledna 1934 jako Saratovský kraj, který byl 5. prosince 1936 přejmenován na oblast.

## Oblastní symboly

### Vlajka
Vlajka Saratovské oblasti je tvořena listem o poměru stran 2:3, se dvěma vodorovnými pruhy, bílým a červeným, v poměru šířek 2:1. Uprostřed bílého pruhu je umístěn znak Saratovské oblasti, lemovaný věncem z dubových a vavřínových větévek a klasů a svázaných zlatou stuhou, jehož šířka je 1/4 délky vlajky.

## Obyvatelstvo
Etnické skupiny: Většina Němců, kteří v oblasti žili, už byla navrácena do vlasti. Německý konzulát přerušil svou činnost v červnu 2004 s konstatováním, že v oblasti zbylo pouze 18 000 etnických Němců.
Během sčítání lidu 2002 bylo zaznamenáno dvacet etnických skupin s více než 2000 členy. Jejich složení je následující: Rusové (86,37 %); Kazaši (2,95 %); Ukrajinci (2,53 %); Tataři (2,17 %); Arméni (0,94 %); Mordvinci (0,62 %); Azerové (0.61%); Čuvaši (0,60 %); Němci (0,46 %); Čečenci (0,32 %); Lezginci (0,20 %); Baškirové (0,15 %); Marijci (0,15 %); Moldavané (0,14 %); Židé (0,13 %); Romové (0,10 %); Korejci (0,10 %); Kurdové (0,09 %); Gruzíni (0,08 %); Uzbekové (0,08 %) and 0,75 % dalších.

## Ekonomika
Pro oblast je významný především probíhající obchod na řece Volha, jež regionem protéká. Oblast je také bohatá na přírodní zdroje, těží se zde ropa a zemní plyn. Rozvinutý je pak průmysl letecký, chemický a potravinářský.